# نيك ديولف
نيك ديولف (بالإنجليزية: Nick DeWolf)‏ هو مهندس أمريكي، ولد في 12 يوليو 1928 في فيلادلفيا في الولايات المتحدة، وتوفي في 16 أبريل 2006.